# リバースグリッド
リバースグリッド (Reverse Grid) とは、自動車やオートバイのレースでスタンディングスタートを採用している場合に、レーススタート時に車の並ぶ順番を、ある一定の範囲で予選順位（もしくは前レースの順位）の下の方から並べる手法である。

## 背景
通常レーススタート時の車の並ぶ順番は、事前に行われる予選でのタイムの速い順となるのが一般的である。しかしその場合、予選タイムの最も速い車がポールポジションを得るため、その車がスタートを失敗するか、もしくは何かアクシデントが起きない限りそのまま先頭を独走してしまう可能性が高く、興行としてのレースの面白みが薄れてしまう。そこで純粋な速さを競うよりも、興行としてのレースの面白さを優先させた結果生まれたのがリバースグリッドである。
リバースグリッドでは、予選タイムの速い車がレーススタート時に後方の位置（グリッド）に配置される。その状態でレースが始まると、前方の車よりも後方の車の方が絶対的な速さで上回っていることから、必然的にコース上での追い越し（オーバーテイク）が増えることになる。さらに前の車をオーバーテイクしようとする後方の車と、抜かれまいとする前方の車との間のバトルなども楽しめることから、興行としての面白みが増すというメリットがある。
しかし、予選タイムの速い車をあまりにも後方のグリッドに配置すると、前方の車を追い抜くのに手間取っている間に他の（予選タイムの遅い）車が逃げ切ってしまうため、最終的なレース結果が正当なドライバーやマシンの実力を反映しないものになってしまう。また、前方のグリッドを得るために予選でわざと手を抜くドライバーが増える可能性もある。
そのため実際にレースでリバースグリッドを採用する場合は、
- 適用する範囲をレギュレーションで限定する。（その範囲が1～8番手までであれば、予選タイム1位の車は8番目のグリッドからスタートする。）
- 予選で上位タイムを記録したドライバーにポイントを与える。
- 1回の興行で2レースを行い、1レース目は通常のグリッド配置、2レース目はリバースグリッドでスタートする（世界ツーリングカー選手権、インターナショナル・フォーミュラ・マスター等で採用）
  - さらにこの場合、1レース目と2レース目で結果に対して与えられるポイントに差をつけることも多い（通常1レース目の方が2レース目よりも多くなる）。

など、予選タイムの速いものが必要以上にレースで不利にならないような配慮がなされるのが一般的である。

## リバースグリッドを採用している主なカテゴリー

### 現在の採用例
- F2
- 世界ツーリングカー選手権
- F3ユーロシリーズ（2006年より）
- インディ・ライツ（2007年より）

など
オートレースのスタートにおけるハンデキャップ制（ハンデレース）も、リバースグリッドとは異なるが、基本的な発想としては共通のものといえる。

### 過去の採用例
- ドイツツーリングカー選手権（2005年まで）
- フォーミュラ・ニッポン（2008年に一部のイベントに限って採用）
- スピードカー・シリーズ